# Bad Rothenfelde
Bad Rothenfelde er en kurby og kommune med godt 7.600 indbyggere (2013), beliggende i den sydvestlige del af Landkreis Osnabrück omkring 20 km sydøst for Osnabrück, mellem Hilter og Dissen, i den tyske delstat Niedersachsen.

## Geografi
Bad Rothenfelde ligger få kilometer syd for Teutoburger Wald ved overgangen til Ostwestfalen i trekanten mellem byerne Bielefeld, Münster und Osnabrück. Højete punkt er Kleine Berg (208 moh.) ved den vestlige kommunegrænse. Til Bad Rothenfelde hører landsbyerne Aschendorf og Strang.

### Nabokommuner
Bad Rothenfelde grænser mod vest til Bad Laer, mod nord til Hilter am Teutoburger Wald, mod øst til Dissen am Teutoburger Wald og mod syd til byen Versmold i Kreis Gütersloh i delstaten Nordrhein-Westfalen.

## Økonomi
Ifølge GfK Tysklands købekraftindeks har Bad Rothenfelds befolkning en købekraft over gennemsnittet. Grunden til dette er, at Bad Rothenfelde er et foretrukket og dyrt boligområde for pendlere fra lokalområdet og ældre borgere. Bad Rothenfelde omfatter boligområder med villaer og nogle ældre faciliteter.